# Paranapuã
Paranapuã es un municipio brasileño del estado de São Paulo. Se localiza a una latitud 21º46'05" sur y a una longitud 50º46'18" oeste, estando a una altitud de 474 metros. La ciudad tiene una población de 3.815 habitantes (IBGE/2010) y un área de 140,5 km². Paranapuã pertenece a la Microrregión de Jales.

## Demografía
Datos del Censo - 2010
Población Total: 3.815
- Urbana: 3.394
- Rural: 421
- Hombres: 1950[5]
- Mujeres: 1.865

Densidad demográfica (hab./km²): 27,16
Datos del Censo - 2000
Mortalidad infantil hasta 1 año (por mil): 10,39
Expectativa de vida (años): 74,45
Tasa de fertilidad (hijos por mujer): 2,10
Tasa de Alfabetización: 83,47%
Índice de Desarrollo Humano (IDH-M): 0,775
- IDH-M Salario: 0,687
- IDH-M Longevidad: 0,824
- IDH-M Educación: 0,814

(Fuente: IPEADATA)

## Religión
El Cristianismo está presente en la ciudad de la siguiente manera:

### Iglesia Católica
La iglesia católica del municipio forma parte de la Diócesis de Jales.

### Iglesia Protestante
En la ciudad están presentes las más diversas creencias evangélicas, principalmente pentecostales, incluidas las Asambleas de Dios de Brasil (la iglesia evangélica más grande del país), Congregación Cristiana, entre otras. Estas denominaciones están creciendo cada vez más en todo Brasil.